# Tucker (Mississippi)
Tucker is een plaats (census-designated place) in de Amerikaanse staat Mississippi, en valt bestuurlijk gezien onder Neshoba County.

## Demografie
Bij de volkstelling in 2000 werd het aantal inwoners vastgesteld op 534.

## Geografie
Volgens het United States Census Bureau beslaat de plaats een oppervlakte van
9,4 km², geheel bestaande uit land.

## Plaatsen in de nabije omgeving
De onderstaande figuur toont nabijgelegen plaatsen in een straal van 32 km rond Tucker.